# Украинские Казаки (пилотажная группа)
«Украи́нские Казаки» (укр. Українські Козаки) — украинская пилотажная группа, выполнившая единственный публичный полёт на самолётах Л-39. Группа была создана в 1995 году и состояла из 8 украинских лётчиков. Группа получила название в память одного из множества исторических самоназваний представителей украинского народа и его воинского сословия - "казаки".
В 1997 году полёты группы были прекращены, а группа расформирована из-за финансовых трудностей.

## История группы
Формирование пилотажной группы было начато на авиабазе в Умани, которая после реформирования в 1995 году перешла из состава ЧВВАУЛ в 14-й авиакорпус. Подготовка группы проходила успешно, были подготовлены самолёты Л-39 и первое выступление было запланировано на День Независимости Украины 24 августа 1997 года. Группа должна была выступить над аэродромом «Чайка», который находится недалеко от Киева. До этой даты оставалось меньше месяца, когда случилась трагедия, которая повлияла на всю дальнейшую судьбу группы.
13 августа пилотажная пара отрабатывала один из самых эффектных элементов высшего пилотажа - проход на встречных курсах на малой высоте с выполнением бочки. Встреча самолётов должна была состояться чётко над центром полосы, но, когда они начали сближаться, стало ясно, что скорость одного из них слишком велика, и самолёты пересекутся в другой точке. Тогда экипаж резко сбросил скорость, что ухудшило управляемость машины. В результате этого «бочка» вышла растянутой, и в её нижней точке «Альбатрос» столкнулся с землёй. Лётчики А. Н. Чичиков и А. Л. Гульченко погибли. Несмотря на эту трагедию, запланированное выступление над аэродромом «Чайка» состоялось, но оно стало первым и последним в истории этой пилотажной группы. Вскоре «Украинские Казаки» были расформированы.

### После расформирования
После того, как группа была расформирована, самолёты Л-39 «Альбатрос», на которых летала группа были законсервированы. Сейчас они находятся на аэродроме в Чугуеве, Харьковская область. О судьбе лётного состава группы общественности также ничего не известно.
Со времени расформирования эскадрильи не поступало никаких заявлений о возможности её восстановления или реорганизации. Вскоре после расформирования «Украинских Казаков» произошла Скниловская трагедия, которая дала толчок к закрытию другой пилотажной группы Военно-воздушных сил Украины — «Украинских Соколов».